# Alibaba Aur 40 Chor (film 1980)
Alibaba Aur 40 Chor è un film del 1980, diretto da Umesh Mehra e Latif Faizijev.

## Trama
Alibaba, originario di Guleba è innamorato di Marjina, la città ha un sovrano, Abu Hasan. Guleba è terrorizzato dai briganti e prende molti gioielli dalla caverna. Il fratello di Alibaba viene assassinato, mentre una giovane ragazza il cui padre è stato ucciso anche lui dai banditi ha un conto in sospeso con Abu Hasan che risulta essere il capo dei briganti e viene a sapere che Alibaba visita la grotta.

## Colonna sonora
1. Kishore Kumar, Asha Bhosle – Jadugar Jadoo Kar Jayega – 5:25
2. Asha Bhosle – Khatouba – 6:29
3. Lata Mangeshkar, Asha Bhosle – Sare Shahar Mein – 4:45
4. Lata Mangeshkar – Aaja Sar-E-Bazar
5. Lata Mangeshkar – Qayamat – 5:21